# Візити лідерів іноземних держав до Львова
Список офіційних закордонних візитів до міста Львова з часу проголошення незалежності України 24 серпня 1991 року. Показано візити монархів, глав урядів, держав та міжнародних організацій до Львова.
| Польща      | президент          | офіційний візит                                      | Лех Валенса                    | 1993 |
| Австрія     | президент          | зустріч Президентів країн Центральної Європи         | Томас Клестіль                 | 1999 |
| Болгарія    | президент          | зустріч Президентів країн Центральної Європи         | Петро Стоянов                  | 1999 |
| Німеччина   | президент          | зустріч Президентів країн Центральної Європи         | Роман Герцог                   | 1999 |
| Польща      | президент          | зустріч Президентів країн Центральної Європи         | Александр Квасневський         | 1999 |
| Румунія     | президент          | зустріч Президентів країн Центральної Європи         | Еміль Константінеску           | 1999 |
| Словенія    | президент          | зустріч Президентів країн Центральної Європи         | Мілан Кучан                    | 1999 |
| Угорщина    | президент          | зустріч Президентів країн Центральної Європи         | Арпад Генц                     | 1999 |
| Чехія       | президент          | зустріч Президентів країн Центральної Європи         | Вацлав Гавел                   | 1999 |
| Ватикан     | монарх             | візит Папи Римського до України                      | Іван Павло II                  | 2001 |
| Таджикистан | президент          | офіційний візит                                      | Емомалі Рахмон                 | 2001 |
| Хорватія    | президент          | офіційний візит                                      | Степан Месич                   | 2005 |
| Литва       | президент          | офіційний візит                                      | Валдас Адамкус                 | 2006 |
| Польща      | президент          | офіційний візит                                      | Лех Качинський                 | 2006 |
| Таджикистан | президент          | офіційний візит                                      | Емомалі Рахмон                 | 2008 |
| Латвія      | президент          | офіційний візит                                      | Валдіс Затлерс                 | 2008 |
| Австрія     | президент          | офіційний візит                                      | Гайнц Фішер                    | 2009 |
| Канада      | генерал-губернатор | офіційний візит                                      | Мікаель Жан                    | 2009 |
| Канада      | прем'єр-міністр    | офіційний візит                                      | Стівен Гарпер                  | 2010 |
| Данія       | кронпринц          | офіційний візит                                      | Фредерік Андре Хенрік Крістіан | 2011 |
| Данія       | кронпринц          | відвідування матчів чемпіонату Європи з футболу 2012 | Фредерік Андре Хенрік Крістіан | 2012 |
| Польща      | президент          | офіційний візит                                      | Броніслав Коморовський         | 2015 |
| Словенія    | президент          | офіційний візит                                      | Борут Пахор                    | 2015 |
| Канада      | прем'єр-міністр    | офіційний візит                                      | Джастін Трюдо                  | 2016 |
| Австрія     | президент          | офіційний візит                                      | Александер ван дер Беллен      | 2018 |
| Грузія      | прем'єр-міністр    | офіційний візит                                      | Іраклі Гарібашвілі             | 2021 |
| Хорватія    | прем'єр-міністр    | офіційний візит                                      | Андрей Пленкович               | 2021 |